# Tournedos-sur-Seine
Tournedos-sur-Seine is een plaats en voormalige gemeente in het Franse departement Eure in de regio Normandië en telt 93 inwoners (2009). De plaats maakt deel uit van het arrondissement Les Andelys.
Op 1 januari 2018 fuseerde Tournedos-sur-Seine met Porte-Joie tot de commune nouvelle Porte-de-Seine.

## Geografie
De oppervlakte van Tournedos-sur-Seine bedraagt 5,7 km², de bevolkingsdichtheid is dus 16,3 inwoners per km².
De onderstaande kaart toont de ligging van Tournedos-sur-Seine met de belangrijkste infrastructuur en aangrenzende gemeenten.

## Demografie
Onderstaande figuur toont het verloop van het inwonertal (bron: INSEE-tellingen).